# Aloe metallica
Aloe metallica ist eine Pflanzenart der Gattung der Aloen in der Unterfamilie der Affodillgewächse (Asphodeloideae). Das Artepitheton metallica stammt aus dem Lateinischen, bedeutet ‚metallisch‘ und verweist auf den metallischen Schein der Blätter.

## Beschreibung

### Vegetative Merkmale
Aloe metallica wächst einzeln und stammlos oder kurz stammbildend. Die etwa 15 lanzettlich verschmälerten Laubblätter bilden eine dichte Rosette. Die bläulich graue, metallisch schimmernde Blattspreite ist 25 bis 40 Zentimeter lang und 7 bis 9 Zentimeter breit. Die stechenden, rötlich braunen Zähne am leicht rötlich braunen, hornigen Blattrand sind 2 bis 3 Millimeter lang und stehen 10 bis 20 Millimeter voneinander entfernt.

### Blütenstände und Blüten
Der Blütenstand ist einfach oder wenig verzweigt und erreicht eine Länge von bis zu 120 Zentimeter. Die ziemlich dichten, zylindrisch spitz zulaufenden Trauben sind bis zu 35 Zentimeter lang und 6 Zentimeter breit. Die lanzettlich-spitzen, weißen Brakteen weisen eine Länge von 18 bis 20 Millimeter auf und sind 8 Millimeter breit. Im Knospenstadium sind sie ziegelförmig angeordnet. Die rötlich rosafarbenen Blüten stehen an 8 Millimeter langen Blütenstielen. Sie sind 32 Millimeter lang und an ihrer Basis gerundet. Auf Höhe des Fruchtknotens weisen die Blüten einen Durchmesser von 7 Millimeter auf. Darüber sind sie zur Mündung leicht erweitert. Ihre äußeren Perigonblätter sind auf einer Länge von 13 Millimetern nicht miteinander verwachsen. Die Staubblätter und der Griffel ragen kaum aus der Blüte heraus.

## Systematik und Verbreitung
Aloe metallica ist in Angola in der Nähe des Flusses Cuchi bei der Gemeinde Cuchi auf Sandsteinfelsen in Höhen von 1300 bis 1430 Metern verbreitet.
Die Erstbeschreibung durch Heinrich Gustav Adolf Engler und Ernest Friedrich Gilg wurde 1903 veröffentlicht.

## Nachweise